# Parque Nacional de Anavilhanas
O Parque Nacional de Anavilhanas é uma unidade de conservação brasileira de proteção integral da natureza localizada no estado do Amazonas, com território distribuído pelos municípios de Manaus, Iranduba e Novo Airão. 
Criado em 1981, sua finalidade é preservar o arquipélago fluvial de Anavilhanas bem como suas diversas formações florestais, estimular a produção de conhecimento através da pesquisa científica e promover a valorização da importância do Parque Nacional para conservação através da educação ambiental e turismo sustentável, buscando harmonizar as relações entre as comunidades do entorno e a Unidade com ações de bases sustentáveis.

## Histórico

Mapa do parque.

Abrangendo cerca de 400 ilhas, o parque situa-se no rio Negro, próximo ao parque nacional do Jaú. Foi criado originalmente como estação ecológica, através do Decreto Nº 86.061, emitido em 2 de junho de 1981, com uma área de 350 018 ha. A Lei ordinária Nº 11.799, de 29 de outubro de 2008, veio recategorizar a unidade de conservação como parque nacional. Sua administração cabe atualmente ao Instituto Chico Mendes de Conservação da Biodiversidade (ICMBio).

## Geografia
A área da unidade é de domínio público. A visitação na unidade é permitida. Em algumas áreas a visitação requer autorização para ingresso e permanência; a pesquisa científica depende de autorização do órgão responsável (que nesse caso é o ICMBio). Atividades de caça, pesca (tolerada a pesca de subsistência pelas comunidades de entorno), extração de madeira, mineração são proibidas.Não são permitidas alterações em seus ecossistemas (salvo algumas exceções). Apesar de suas 400 ilhas, Anavilhanas não é o maior arquipélago fluvial do mundo. O maior arquipélago fluvial do mundo é o de Mariuá, em Barcelos (AM), com aproximadamente 700 ilhas.